# Para el Hombre que lo tiene todo
"For the Man Who Has Everything" («Para el hombre que lo tiene todo» en español) es una historia del cómic de Alan Moore y Dave Gibbons, publicada por primera vez en Superman Annual # 11 (1985) y posteriormente adaptada a un episodio de Liga de la Justicia Ilimitada titulado del mismo nombre que fue transmitido por Cartoon Network el 7 de agosto de 2004. También en la serie de televisión propiedad de The CW Supergirl, tuvo una adaptación en esta ocasión siendo Winn, Hank y Alex Los que ayudan a Supergirl a despertar de su coma.

## Antecedentes y contexto de la historia
Entre 1980 y 1984, Alan Moore se convirtió en una presencia recurrente en los cómics publicados en Inglaterra. Tanto la división británica de Marvel Comics, IPC Magazines (editor de cómic 2000 AD) y Quality Communications (editora del cómic Warrior) contrataron a Moore para escribir para ellos. En más de una ocasión Moore trabajó en cómics con el artista Dave Gibbons y los dos disfrutaron trabajando juntos. 
El talento de Gibbons atrajo la atención de DC Comics en 1982. Ese año, Len Wein lo contrató como artista de la serie Green Lantern. 
Al año siguiente Moore también fue contratado por Wein que había estado buscando un escritor para Swamp Thing debido a las bajas ventas que el título había visto. Alan Moore reinventó el personaje e introdujo nuevos temas, tratando temas sociales y ambientales. Moore se hizo cargo de la serie en 1984 y sus guiones pronto atrajo la atención de audiencias y críticos. 
Tanto antes como mientras trabajaba en Swamp Thing, Moore presentó numerosas propuestas al editor, tratando de trabajar con personajes como el Detective Marciano y los Challengers of the Unknown, pero todos terminaron siendo rechazados porque DC ya había desarrollado proyectos con otros escritores para los personajes Con el que pretendía trabajar. Cuando el editor Dick Giordano finalmente aprobó el proyecto que se convertiría en Watchmen, Moore y Gibbons comenzaron a trabajar en la planificación de las historias. Poco después, el editor Julius Schwartz le preguntó a Gibbons si podía dibujar una historia de Superman. Gibbons dijo que estaba disponible. Cuando Schwartz le dijo a Gibbons que también podía elegir quién escribió la historia, inmediatamente pidió a Moore. Así entonces "Para el hombre que tiene todo" comenzó a tomar forma.

## Trama

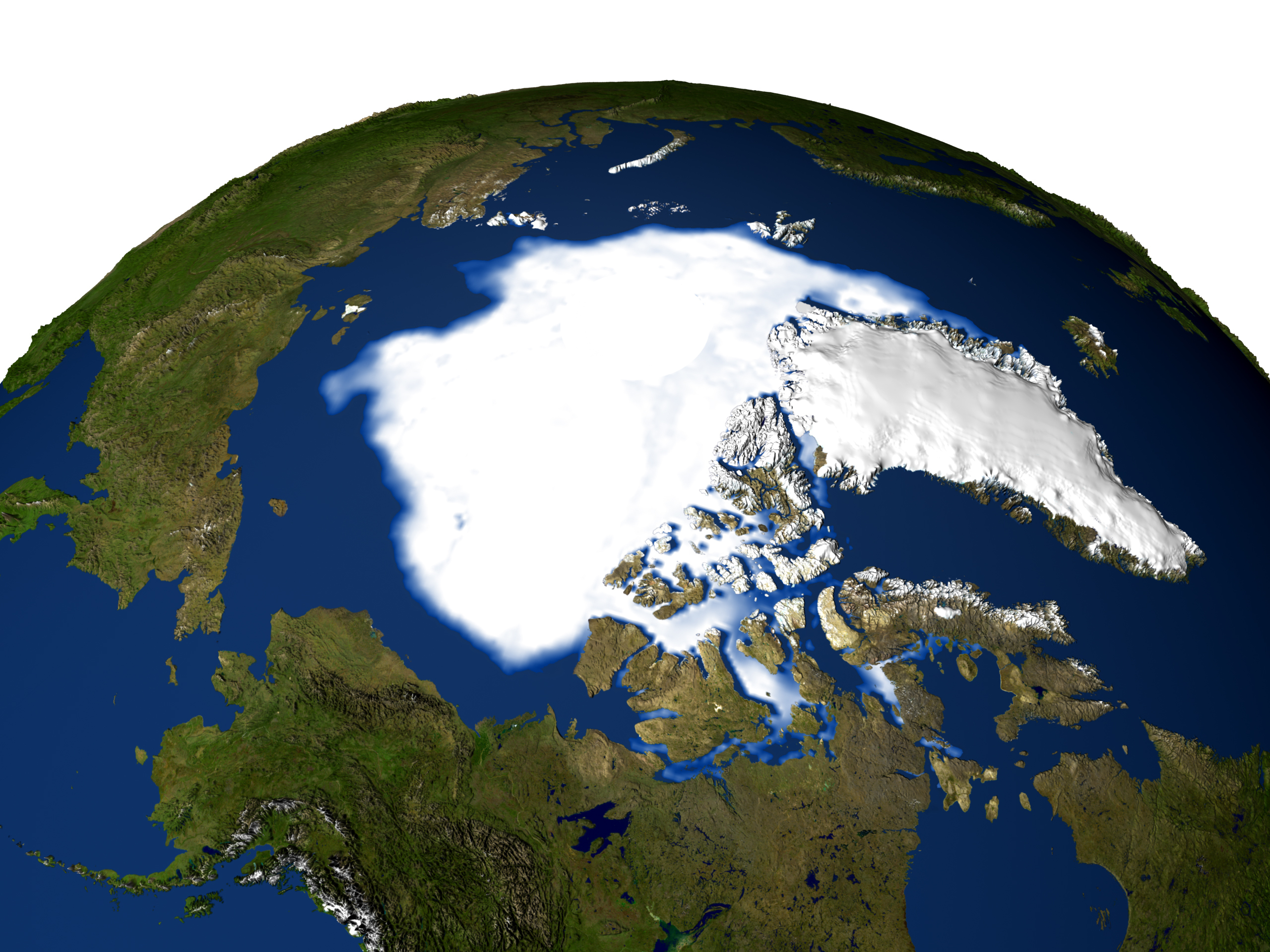
El hielo marino del Ártico sigue disminuyendo y las temperaturas árticas siguen aumentando. La historia de fondo incluye una imagen similar de 1979 para comparar.

Batman, Robin y Wonder Woman visitan la Fortaleza de la Soledad con regalos en el cumpleaños de Superman. Lo encuentran en estado catatónico. Hay una gran planta alienígena pegada a su pecho, sus brazos envueltos alrededor de su cuerpo. Al analizar la situación, el extranjero Mongul entra en escena, revelando el nombre de la planta (la "Misericordia Negra") y cómo ha puesto a Superman en coma, alimentándole un sueño extremadamente realista y plausible basado en el deseo de su corazón mientras que consume su bio-aura. Como él explica, Mongul toca la Misericordia mientras usa un par de guanteletes protectores de gran tamaño. Entremezcladas con las escenas de la Fortaleza se encuentran las páginas del sueño de Superman de vivir una vida normal en su planeta natal de Krypton, destruido hábilmente, felizmente casado con Lyla Lerrol con dos hijos: una hija Orna y un hijo Van. 
Mientras la Mujer Maravilla lucha con Mongul, cuyo poder y fuerza superan la suya, Batman y Robin tratan de liberar a Superman. Mientras tanto, la fantasía de Superman toma un giro oscuro. La predicción de su padre Jor-El de la condena de Krypton no se cumplió, lo que llevó a Jor-El a ser desacreditado y amargado. La madre de Superman, Lara, murió de la "Enfermedad por Comer", que ha aislado Jor-El de su hijo y el resto de su familia. Incluso la muerte de su hermano Zor-El no lo ha reconciliado con su cuñada Alura y su sobrina Kara Zor-El. 
La sociedad kryptoniana dentro del sueño está sufriendo una polarización y una agitación política. Jor-El se ha convertido en presidente de un movimiento reaccionario extremista llamado "Espada de Rao", que pide un regreso al pasado "noble y vírgenes" de Krypton. La Zona Fantasma, el otro sistema penitenciario de Krypton, se ha convertido en un importante punto de discusión en este mundo de ensueño. Como fue desarrollado por Jor-El, la Casa de Él es impopular con el público, que ven la Zona como un castigo cruel e inusual. Kara Zor-El es brutalmente agredida por manifestantes anti-Zona, que usan al criminal Jax-Ur (condenado a una eternidad en la Zona) como un mártir y un símbolo. 
Superman poco a poco comienza a despertar del sueño cada vez más inquietante, con lo que finalmente se ve en una escena con su "hijo", Van-El, deslizándose lejos de él mientras visitan el cráter de Kandor. En el mundo consciente, Batman ha recurrido a intentar sacar la Misericordia del pecho de Superman. Sin ropa protectora, la planta lo ataca inmediatamente, sumergiendo a Batman en su propio «deseo del corazón», en el que el asesinato de sus padres es estrechamente impedido por Thomas Wayne desarmando a Joe Chill. Superman despierta, enfurecido por el ataque de la Misericordia y la pérdida de la fantasía (con Mongul diciendo más tarde, «escaparse debe haber sido como arrancar tu propio brazo»). Él ataca salvajemente a Mongul, quien estaba a punto de matar a la Mujer Maravilla ya derrotada. Los dos adversarios batallan a través de la Fortaleza, causándole un daño masivo. 
Robin, ansiosamente busca una solución, se pone los guantes de Mongul para tratar de desprender la Misericordia de Batman. Pensando rápidamente, llena la Misericordia en uno de los guanteletes, permitiéndole llevarlo con seguridad a la batalla. Superman, a punto de entregar un golpe aplastante a Mongul, se distrae con la visión de las estatuas de sus padres, lo que permite Mongul para entregar un contraataque impresionante. Mongul está a punto de darle un golpe letal a Superman cuando Robin le deja la misericordia. Mongul es instantáneamente agarrado por la planta y sumergido en su fantasía profunda, en la cual golpea la Misericordia a un lado, mata a Robin, luego a Superman y continúa para conquistar la Tierra y el universo. 
En las secuelas, las heridas de Batman y Wonder Woman han sido vendadas; Batman no explica cómo su fantasía lo había incluido casándose con Kathy Kane y tener una hija adolescente, mientras que la Mujer Maravilla confiesa la envidia de que ella no podía averiguar cuál era el deseo de su corazón. Después de revelar los planes de encarcelar a Mongul tirándolo en un agujero negro en el otro lado de la galaxia, Superman desenreda sus regalos; La Mujer Maravilla había traído una réplica de Kandor hecha por "joyeros" de la Isla Paraíso, que le pide a Superman volar, ocultar su propia réplica de la Ciudad de la Botella, y volver a supervelocidad antes de que su ausencia se nota. El regalo de Batman, tristemente, resulta ser otra planta - una nueva raza de rosa que ha sido nombrada "The Krypton" - que había sido accidentalmente pisado y matado durante la pelea. Philosophically indicando que es quizás para el mejor, Superman pide que alguien del grupo de amigos haga el café para cada uno mientras que él limpia encima del lío alrededor de la fortaleza. La página final documenta la fantasía de la conquista universal de Mongul - "Las estrellas corren rojas", "Las nebulosas hacen eco con los gritos de los moribundos" - dejándolo al fin contenido.

## Ediciones coleccionadas
Además de aparecer en Superman Annual # 11, se ha reimpreso en:
- Las Historias más grande de Superhombre -  compilación encuaderna, 1987, DC Cómics, ISBN 0-930289-29-3 y edición comercial, 1989, DC Cómics, ISBN 0-930289-39-0
- Superman: El Hombre del Mañana - Libro comercial, 1988, Titan Books, ISBN 1-85286-049-9 (en blanco y negro solamente)
- A través del Universo: Las historias de universo DC de Alan Moore - Libro comercial, 2003 de DC Cómics ISBN 1-4012-0087-7
- Universo DC: Las historias de Alan Moore - libro comercial, 2006 (Titan ISBN 1-84576-257-6, DC Cómics ISBN 1-4012-0927-0)